# Мухаммад Саїд-паша
Мухаммад Саїд-паша (араб. محمد سعيد باشا, тур. Mehmed Said Paşa; 17 березня 1822 — 17 січня 1863) — валі Єгипту і Судану в 1854—1863 роках.

## Життєпис
Четвертий син Мухаммада Алі, валі і хедива Єгипту, та Айни аль-Хаят. Народився 1822 року в Каїрі. Здобув освіту в Парижі. За правління батька очолював єгипетський флот.
1854 року внаслідок заколоту повалили хедива Аббаса I, небожа Мухаммад Саїда. За цим останній отримав владу. Продовжив політику попередника, надавши нові війська (до 15 тис. вояків), гарматні батареї та флот для війни з Російською імперією. Єгиптяни відзначилися при обороні Євпаторії та поході до Мінгрелії. В подальшому орієнтувався на Францію.
Мухаммед Саїд-паша поширив на Єгипет принципи танзимату і проголосив рівність підданих перед законом. Також приборкав вплив шейхів бедуїнських племен. У 1854 році заснував Банк Єгипту. Того ж року відкрито залізницю Кафр-ель-Заят — Розетта — Александрія. Крім того, засновано службу Меджидіє, що опікувалася подорожжю прочан до Мекки.
У 1855 скасував джизію, дозволив коптам будувати свої церкви та служити у війську.
У 1856 остаточно надав дозвіл на прокладання Суецького каналу. 1857 року оголосив про скасування рабства і заборону работоргівлі (втім він фактично не діяв в Судані). Невдовзі скасував низку монополій, що заважали розвитку держави.
5 серпня 1858 видав земельний закон, яким встановив принцип приватної земельної власності і звільнив селян від усіх форм особистої залежності. Того ж року внаслідок нещасного випадку загинув його син і спадкоємець Ахмед Рифат.
У 1859 заснував департамент охорони старожитностей. Того ж року заснував місто, яке назвав власним ім'ям Порт-Саїд.
Бавовняна криза, спричинена громадянською війною в США, сприяла збільшенню експорту з Єгипту та наповненню його скарбниці. Це давало можливість для проведення наступних реформ.
За часів Саїда-паші турецька мова стала поступово втрачати свої позиції як мова юриспруденції на місцевому рівні, її почала витісняти арабська.
У 1862 здійснив подорож до Парижа. На прохання французького імператора Наполеона III відправив суданський батальйон на допомогу мексиканському імператорові Максиміліану I, що боровся з повсталими.
Помер в 1863 в Александрії, похований у родинній усипальні Хош аль-Баша в Каїрі. Залишив борг у 250 млн золотих франків. Йому спадкував небіж Ісмаїл-паша.